# Ямайка на зимових Олімпійських іграх 2014
Ямайка на зимових Олімпійських іграх 2014 року у Сочі була представлена 2 спортсменами в 1 виді спорту.